# Hoplia coerulea
Espèce
Hoplia coerulea ou Hoplia caerulea, l'hoplie bleue, est une espèce d'insectes coléoptères de la famille des scarabéidés.
Le mâle est remarquable par sa couleur bleu métallique, la femelle plus discrète, est de couleur brunâtre.
C'est un insecte assez commun en été au bord des cours d'eau en France, notamment en bord de Loire. Son nom a même été officiellement donné à une île de la commune de La Ville-aux-Dames (Indre-et-Loire) : « l'île aux Hoplias » .

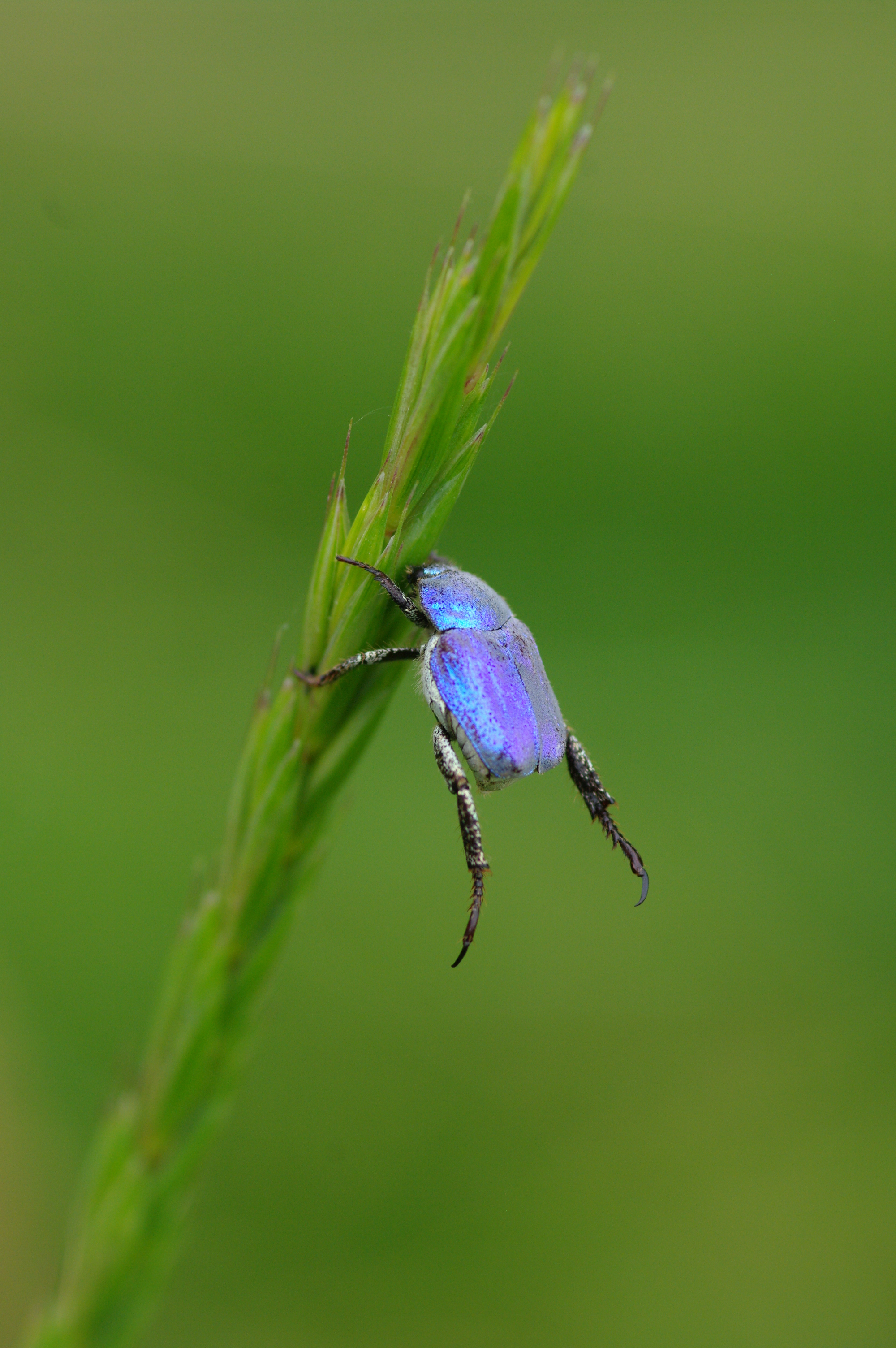